# Rogelio Farías
Rogelio Farías Salvador (Santiago, Chile, 13 de agosto de 1949-Ibidem, 6 de abril de 1995), fue un futbolista chileno que jugaba como delantero y militó en diversos clubes de Chile y España.

## Selección nacional
En 1972, el técnico de la Selección de fútbol de Chile Raúl Pino lo estrenó con La Roja en un partido amistoso ante México, que terminó con derrota 0:2.  Al año siguiente, bajo la dirección técnica de Luis Álamos comenzó a ser constantemente, marcando un importante gol en el repechaje sudamericano ante Perú en las clasificatorias para el Mundial de 1974, que significó la clasificación chilena para el repechaje ante la Unión Soviética por un cupo para la cita global.
Después de dejar atrás a Unión Soviética en la repesca, en 1974, formó parte del plantel que viajó al torneo planetario, disputando algunos minutos en los duelos ante Alemania Democrática (1-1) y Australia (0-0).
En 1977, jugó su último partido por La Roja en el amistoso ante Escocia (2-4), dejando una marca de 13 partidos y 2 goles.

### Participaciones en Copas del Mundo
| Mundial                | Sede     | Resultado    |
| ---------------------- | -------- | ------------ |
| Copa del Mundo de 1974 | Alemania | Primera fase |

#### Participaciones en Clasificatorias
| Eliminatorias               | País     | Resultado   | Posición  | Partidos | Goles |
| --------------------------- | -------- | ----------- | --------- | -------- | ----- |
| Eliminatorias Alemania 1974 | Alemania | Clasificado | Repechaje | 1        | 1     |

## Clubes
| Club           | País   | Año       |
| -------------- | ------ | --------- |
| Unión Española | Chile  | 1968-1974 |
| Cádiz          | España | 1974-1975 |
| Unión Española | Chile  | 1976-1978 |
| O'Higgins      | Chile  | 1979      |
| Audax Italiano | Chile  | 1980      |
| Coquimbo Unido | Chile  | 1981      |

## Palmarés
| Título           | Club           | País  | Año  |
| ---------------- | -------------- | ----- | ---- |
| Primera División | Unión Española | Chile | 1973 |
| Primera División | Unión Española | Chile | 1977 |